# Heriades perminutus
Heriades perminutus är en biart som beskrevs av Cockerell 1935. Heriades perminutus ingår i släktet väggbin, och familjen buksamlarbin. Inga underarter finns listade i Catalogue of Life.